# Route nationale 437c
La route nationale française 437C ou RN 437C était une route nationale française reliant Saint-Hippolyte à Brémoncourt et au canton suisse du Jura en direction de Saint-Ursanne (A16), via Soulce-Cernay, Vaufrey et Glère.
Depuis les déclassements de 1972 elle a été renommée RD 437C.